# Lasse Nielsen (cầu thủ bóng đá, sinh 1988)
Lasse Nielsen (sinh ngày 8 tháng 1 năm 1988) là một cầu thủ bóng đá người Đan Mạch thi đấu ở vị trí trung vệ cho đội bóng Allsvenskan Malmö FF. Anh từng thi đấu cho AaB, NEC, và Gent.

## Thống kê sự nghiệp

### Câu lạc bộ

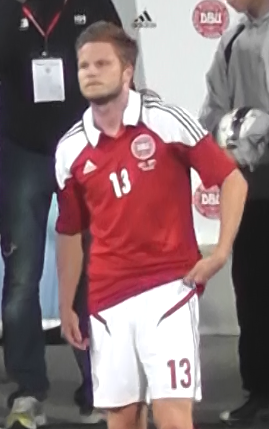
Nielsen thi đấu cho Đan Mạch.

Tính đến 27 tháng 5 năm 2018
| Câu lạc bộ          | Mùa giải            | Giải vô địch | Giải vô địch | Cúp     | Cúp       | Châu lục | Châu lục  | Tổng cộng | Tổng cộng |
| Câu lạc bộ          | Mùa giải            | Số trận      | Bàn thắng    | Số trận | Bàn thắng | Số trận  | Bàn thắng | Số trận   | Bàn thắng |
| ------------------- | ------------------- | ------------ | ------------ | ------- | --------- | -------- | --------- | --------- | --------- |
| AaB                 | 2006–07             | 1            | 0            | ?       | ?         | —        | —         | 1         | 0         |
| AaB                 | 2007–08             | 8            | 1            | ?       | ?         | 0        | 0         | 8         | 1         |
| AaB                 | 2008–09             | 22           | 1            | ?       | ?         | 5        | 0         | 27        | 1         |
| AaB                 | 2009–10             | 26           | 2            | ?       | ?         | 3        | 0         | 29        | 2         |
| AaB                 | 2010–11             | 27           | 1            | 1       | 0         | —        | —         | 28        | 1         |
| AaB                 | 2011–12             | 29           | 2            | 0       | 0         | —        | —         | 29        | 2         |
| AaB                 | 2012–13             | 28           | 3            | 1       | 0         | —        | —         | 29        | 3         |
| AaB                 | 2013–14             | 17           | 0            | 0       | 0         | 2        | 0         | 19        | 0         |
| AaB                 | Tổng cộng           | 158          | 10           | 2       | 0         | 10       | 0         | 170       | 10        |
| NEC                 | 2013–14             | 13           | 1            | 1       | 0         | —        | —         | 14        | 1         |
| NEC                 | Tổng cộng           | 13           | 1            | 1       | 0         | 0        | 0         | 14        | 1         |
| Gent                | 2014–15             | 26           | 2            | 4       | 0         | —        | —         | 30        | 2         |
| Gent                | 2015–16             | 38           | 0            | 5       | 0         | 8        | 0         | 51        | 0         |
| Gent                | 2016–17             | 18           | 0            | 3       | 0         | 8        | 0         | 29        | 0         |
| Gent                | Tổng cộng           | 82           | 2            | 12      | 0         | 16       | 0         | 110       | 2         |
| Malmö FF            | 2017                | 25           | 1            | 1       | 0         | 2        | 0         | 28        | 1         |
| Malmö FF            | 2018                | 11           | 0            | 6       | 1         | 0        | 0         | 17        | 1         |
| Malmö FF            | Tổng cộng           | 36           | 1            | 7       | 1         | 2        | 0         | 45        | 2         |
| Tổng cộng sự nghiệp | Tổng cộng sự nghiệp | 289          | 14           | 22      | 1         | 28       | 0         | 339       | 15        |

## Danh hiệu

### Câu lạc bộ
AaB
- Danish Superliga (1): 2013–14
- Cúp bóng đá Đan Mạch (1): 2013–14

Gent
- Belgian Pro League (1): 2014–15
- Belgian Super Cup (1): 2015

Malmö FF
- Allsvenskan (1): 2017